# Prostějov
Prostějov (en allemand : Proßnitz) est une ville de la région d'Olomouc, en Tchéquie, et le chef-lieu du district de Prostějov. Sa population s'élevait à 43 408 habitants en 2025.

## Géographie
Prostějov est arrosée par la rivière Hloučela (cs) et se trouve à 18 km au sud-ouest d'Olomouc, à 48 km au nord-est de Brno et à 204 km à l'est-sud-est de Prague.
La commune est limitée par Smržice et Držovice au nord, par Vrbátky au nord-est, par Kralice na Hané et Bedihošť à l'est, par Výšovice et Určice au sud, par Seloutky au sud-ouest, et par Mostkovice à l'ouest.

## Histoire
La première mention écrite faisant mention de la ville date de 1141.
Prostějov est un centre industriel textile et de fabrication de machines-outils.

## Administration
Prostějov se compose de sept sections :
- Čechovice ;
- Čechůvky ;
- Domamyslice ;
- Krasice ;
- Prostějov ;
- Vrahovice ;
- Žešov.

## Population
Recensements (*) ou estimations de la population de la commune dans ses limites actuelles :
| 1869*  | 1880*  | 1890*  | 1900*  | 1910*  | 1921*  | 1930*  |
| ------ | ------ | ------ | ------ | ------ | ------ | ------ |
| 19 177 | 22 127 | 24 897 | 29 698 | 36 931 | 36 639 | 39 590 |

| 1950*  | 1961*  | 1970*  | 1980*  | 1991*  | 2001*  | 2011*  |
| ------ | ------ | ------ | ------ | ------ | ------ | ------ |
| 40 575 | 41 031 | 42 862 | 48 505 | 50 074 | 48 159 | 44 857 |

| 2014   | 2015   | 2016   | 2017   | 2018   | 2019   | 2020   |
| ------ | ------ | ------ | ------ | ------ | ------ | ------ |
| 44 234 | 44 094 | 43 977 | 43 975 | 43 798 | 43 680 | 43 651 |

| 2021*  | 2022   | 2023   | 2024   | 2025   | - | - |
| ------ | ------ | ------ | ------ | ------ | - | - |
| 43 666 | 43 055 | 43 551 | 43 563 | 43 408 | - | - |

## Patrimoine
Parmi les édifices remarquables que compte la ville, l'hôtel de ville Renaissance sert aujourd'hui de musée municipal. La nouvelle mairie qui domine la ville date de 1914.

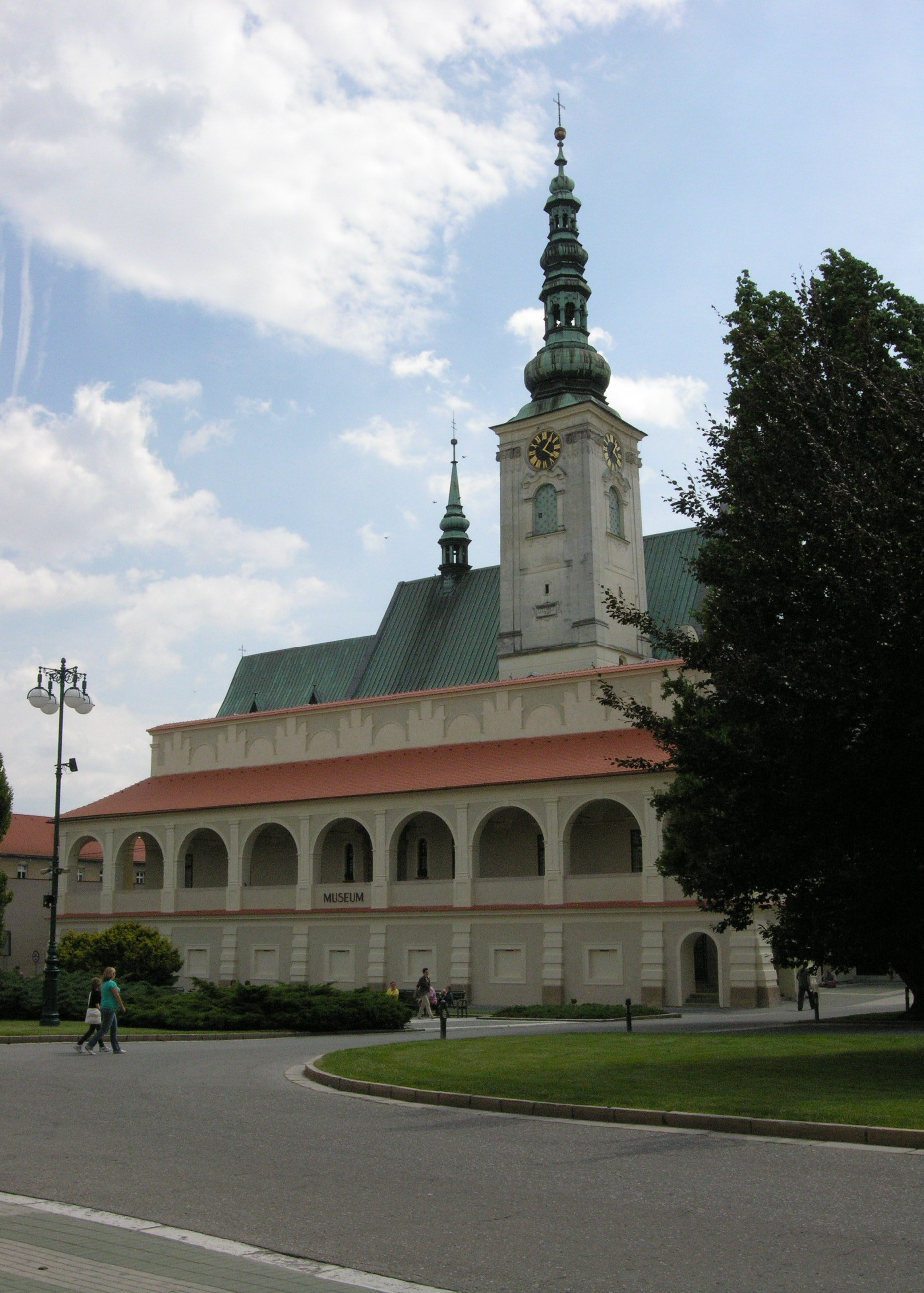
Ancien hôtel de ville.
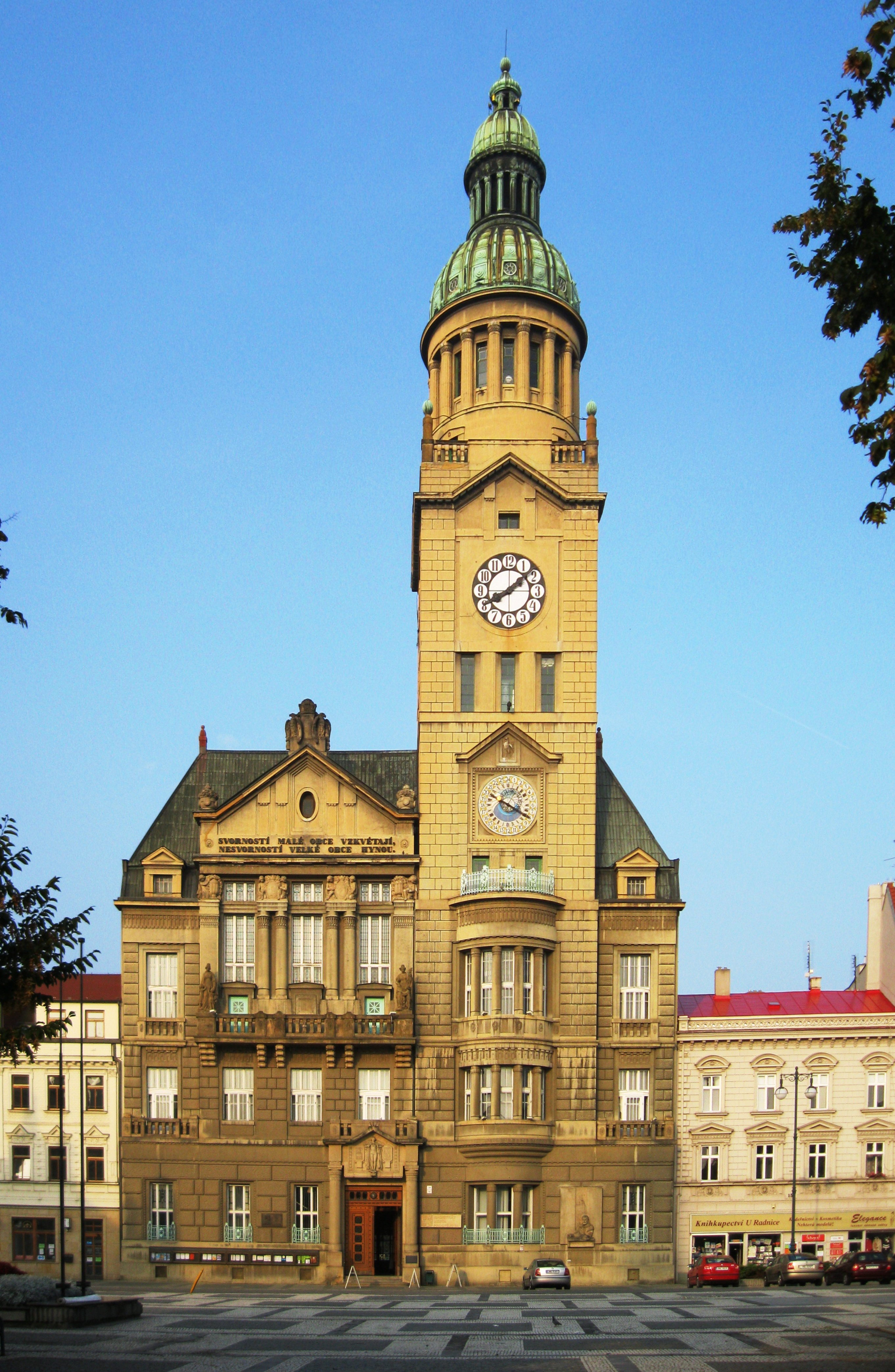
Nouvel hôtel de ville.

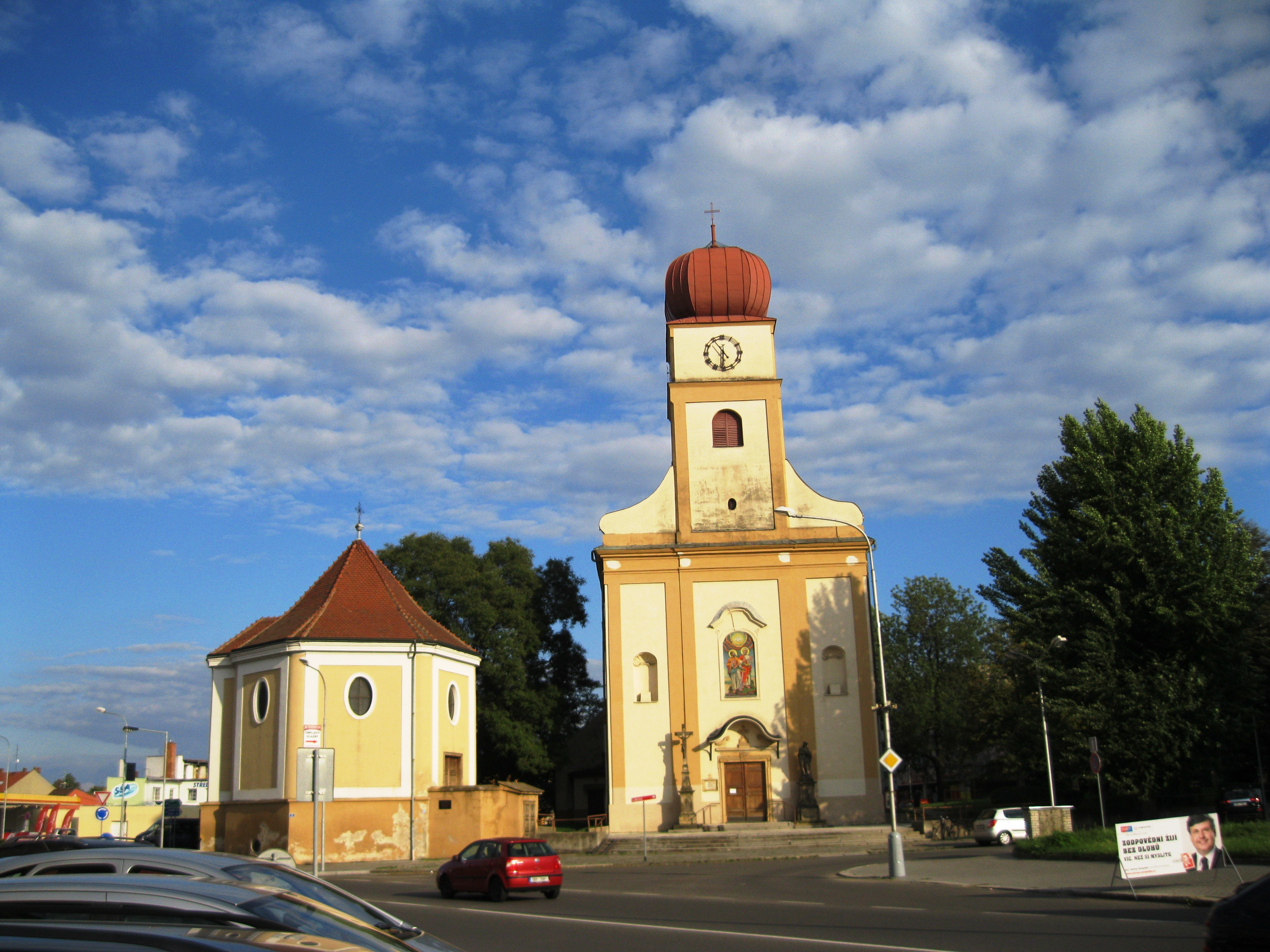
Église Saints-Pierre-et-Paul.
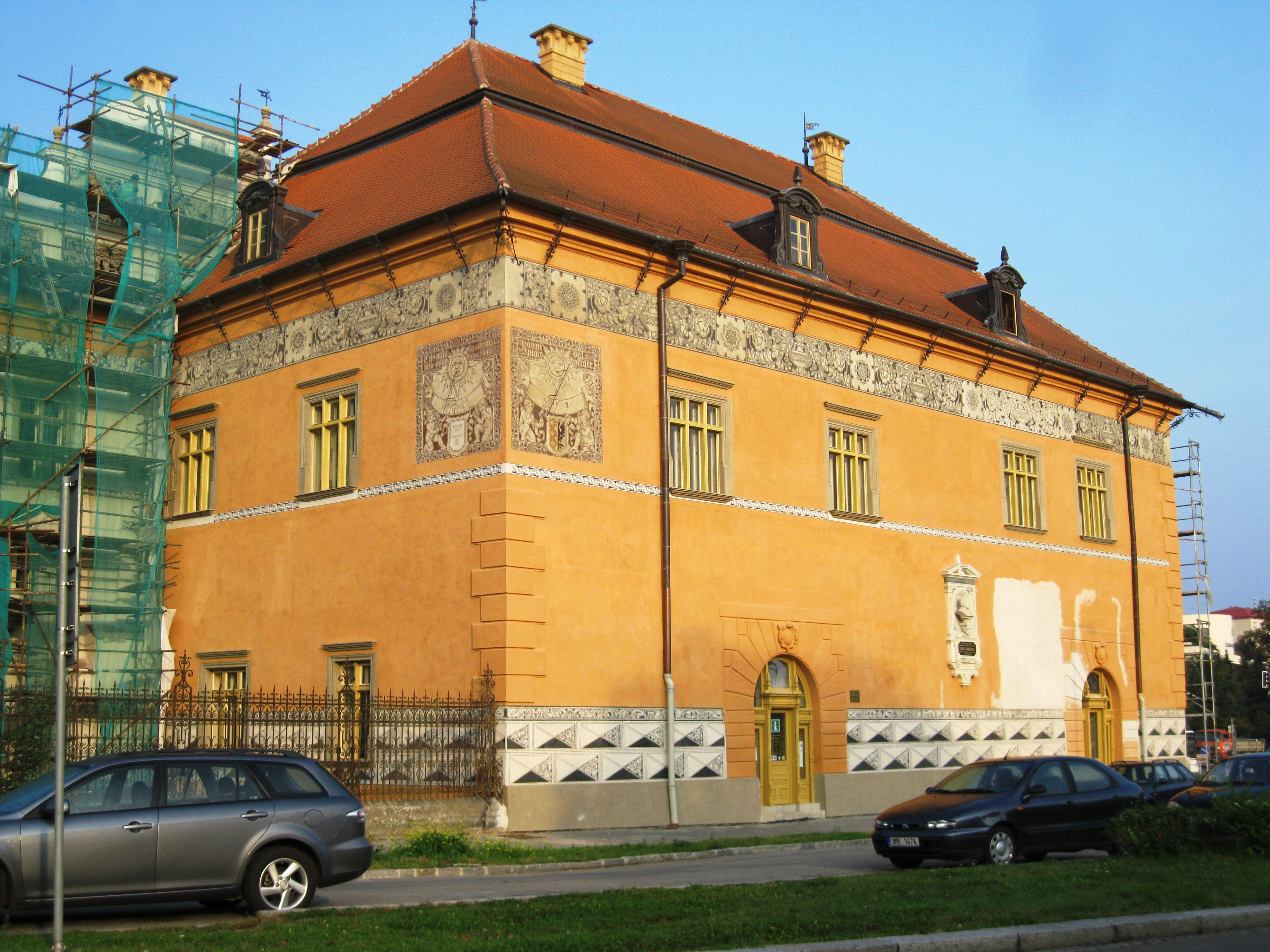
Château de Prostějov.

## Économie
Les principales entreprises de la ville :
- Mubea-HZP s.r.o, qui fabrique des ressorts d'axe, des stabilisateurs et des flans pour les constructeurs automobiles. Elle emploie 980 salariés en 2014[5].
- Agrostroj Prostějov A.s., une importante entreprise de machines agricoles dont l'origine remonte à 1898[6].

## Transports
Par la route, Prostějov se trouve à 20 km d'Olomouc, à 60 km de Brno et à 240 km de Prague.

## Sports
- Le tournoi de tennis, nommé « coupe Nokia » en l'honneur du sponsor principal, s'y tient tous les ans.
- Le club de basket-ball dénommé BK Prostějov évolue dans l'élite.

## Personnalités
- Meir Eisenstadt (en) (v. 1670-1744), rabbin
- Jonathan Eybeschutz (1690-1764), rabbin
- Moses Sofer (1762-1839), rabbin
- Moritz Steinschneider (1816-1907), bibliographe et orientaliste juif
- Ignaz Brüll (1846-1907), compositeur
- Nathan Porges (1848-1924), rabbin
- Edmund Husserl (1859-1938), philosophe
- Max Zweig (1892-1992) écrivain et dramaturge
- Jiří Wolker (1900-1924), poète communiste
- Otto Wichterle (1913-1998), chimiste, inventeur de la lentille souple
- Oldřich Macháč (1946-2011), joueur de hockey membre de l'équipe de Tchécoslovaquie champion du monde en 1972, 1976 et 1977
- Nina Škottová (1946-2018), femme politique
- Vlastimil Petržela (né en 1953), joueur de football
- Luděk Mikloško (né en 1961), footballeur (gardien de but)
- Karel Nováček (né en 1965), joueur de tennis
- Paulina Porizkova (née en 1965), mannequin et actrice tchèque, naturalisée suédoise puis américaine
- Robert Změlík (né en 1969), décathlonien tchèque, champion olympique.
- Henrieta Nagyová (née en 1978), joueuse de tennis (gagnante du tournoi de Prostějov en 1999)
- Lukáš Krajíček (né en 1983), joueur de hockey chez les Canucks de Vancouver de la Ligue nationale de hockey
- Petra Cetkovská (née en 1985), joueuse de tennis
- Tomáš Berdych (né en 1985), joueur de tennis